# Gorredijk
Gorredijk (en frisó De Gordyk) és el nucli més llarg del municipi d'Opsterland (Opsterlân) de la província de Frísia, al nord dels Països Baixos. El 2009 tenia uns 8000 habitants. Fins a la Segona Guerra Mundial tenia una comunitat jueua molt important. Situat prop d'una antiga torbera baixa, des de la fi del sigle XX, el poble a poc a poc va evolucionar vers un centre de serveis.
La família de l'hazàn Yitzchak HaLevi de Haan', dels quals els fills Jacob Israël i Carry van esdevenir escriptors famosos, va viure-hi a l'inici dels anys 80 del segle xix.

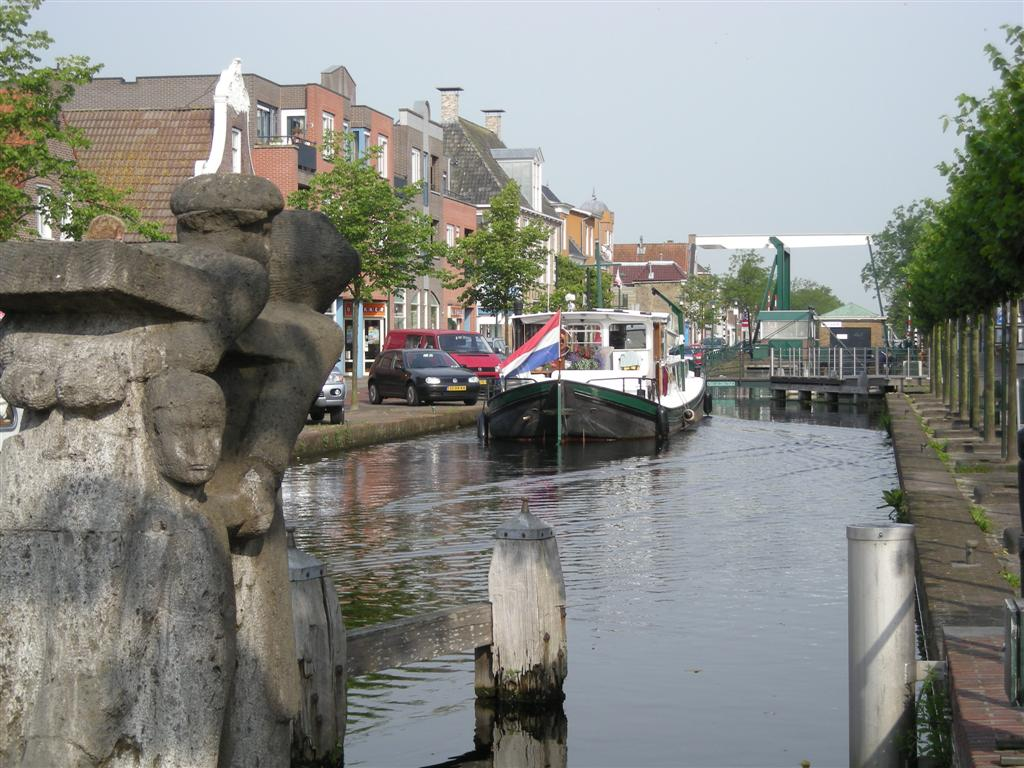
La resclosa del canal Opsterlandse Compagnonsvaart
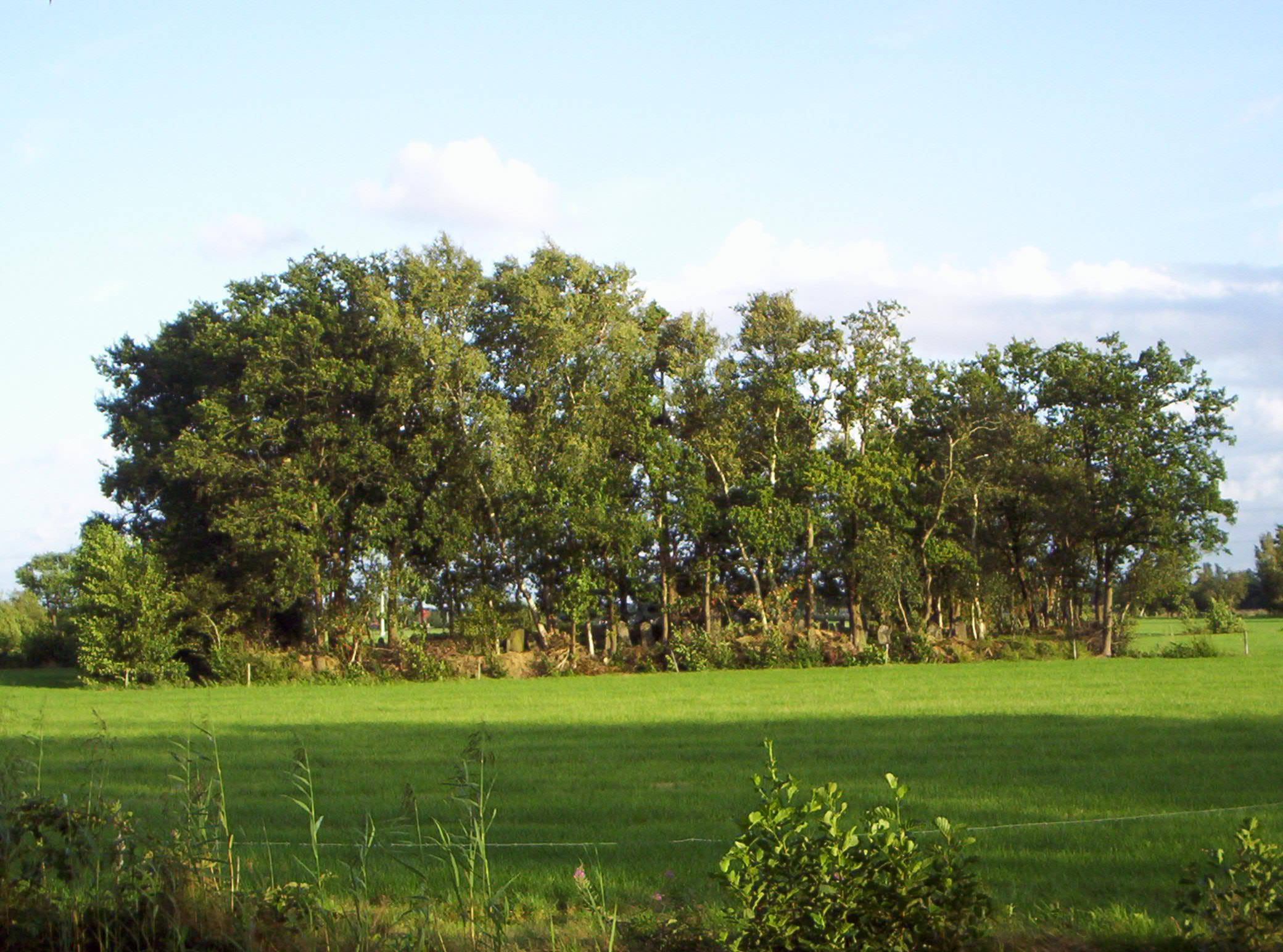
Cementiri jueu